# Android Eclair
Android «Eclair» (еклер) — п'ята версія і кодова назва мобільної операційної системи Android, розробленої Google, що охоплює версії між 2.0 та 2.1. Ці версії більше не підтримуються. Опублікований 26 жовтня 2009 року, Android 2.1 базується на суттєвих змінах, внесених в Android 1.6 «Donut».

## Особливості

### Досвід користувача
На домашньому екрані Eclair за замовчуванням у верхній частині екрана відображається незмінний рядок пошуку Google. Додаток для камери також було перероблено з багатьма новими функціями камери, включаючи підтримку спалаху, цифрового зуму, режиму сцени, балансу білого, фотоефектів та макро фокусу. Додаток для фотогалереї також містить основні засоби редагування фотографій. Ця версія також включала додавання «живих» шпалер, що дозволяє анімованим шпалерам домашнього екрану відображати анімацію. Вперше було введено голосовий ввід, що замінив клавішу коми.

### Платформа
Android Eclair успадковує доповнення платформи від версії Donut, включаючи можливість пошуку всіх збережених SMS та MMS-повідомлень, покращені Google Карти версії 3.1.2 та підтримку Exchange для додатка електронної пошти. Операційна система також забезпечує покращену швидкість набору тексту на віртуальній клавіатурі, а також нові API доступу, календаря та віртуальних приватних мереж. Для вебперегляду в Інтернеті Android Eclair також додає підтримку HTML5, оновлений інтерфейс браузера з ескізами закладок та збільшенням при подвійному дотику.